# 创世纪1号
创世纪1号（Genesis I）是畢格羅宇航設計的實驗性的太空艙，於2006年第一次發射升空送入近地軌道。创世纪1号正在測試與確定的各種系統、材料、充氣式太空艙的長期生存能力。创世纪1号是基於美國宇航局TransHab設計，降低的發射直徑，增大內部容積，減少傳統的剛性結構。
创世纪1号仍運行正常，表明充氣式太空艙在低地軌道的技術。